# 北列奇州
北列奇州（英語：Northern Liech）是南蘇丹曾经的一个州，位在該國北部。人口561,240人（2014年），首府班提烏，下轄4郡。

## 行政區劃
下轄4郡：
- Rubkona
- Guit
- Koch
- Mayom